# Félix Louis Leullier
Félix Louis Leullier, né Louis Félix Leullier à Paris le 14 novembre 1811 et mort dans la même ville le 23 février 1882, est un peintre français.

## Biographie
Félix Louis Leullier étudie dans l'atelier d'Antoine-Jean Gros.
Peintre de scènes religieuses et de sujets orientalistes, il commence à exposer au Salon de 1839.
Son œuvre se caractérise aussi par un grand intérêt pour les animaux.
Il décore entre 1842 et 1848 la chapelle Saint-Fiacre de l’église Saint-Médard à Paris, mais ces oeuvres n'existent plus.
Il meurt le 23 février 1882 à Paris, où il est inhumé au cimetière du Père-Lachaise dans la 42e division, aux côtés de son épouse Laure Soisson (1820-1865), veuve Maletra.

## Œuvres

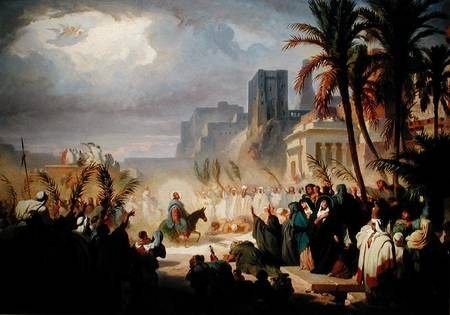
L'Entrée du Christ dans Jérusalem, musée des Beaux-Arts d'Arras.

- Des Chrétiens livrés au bêtes, Salon de 1839[4].

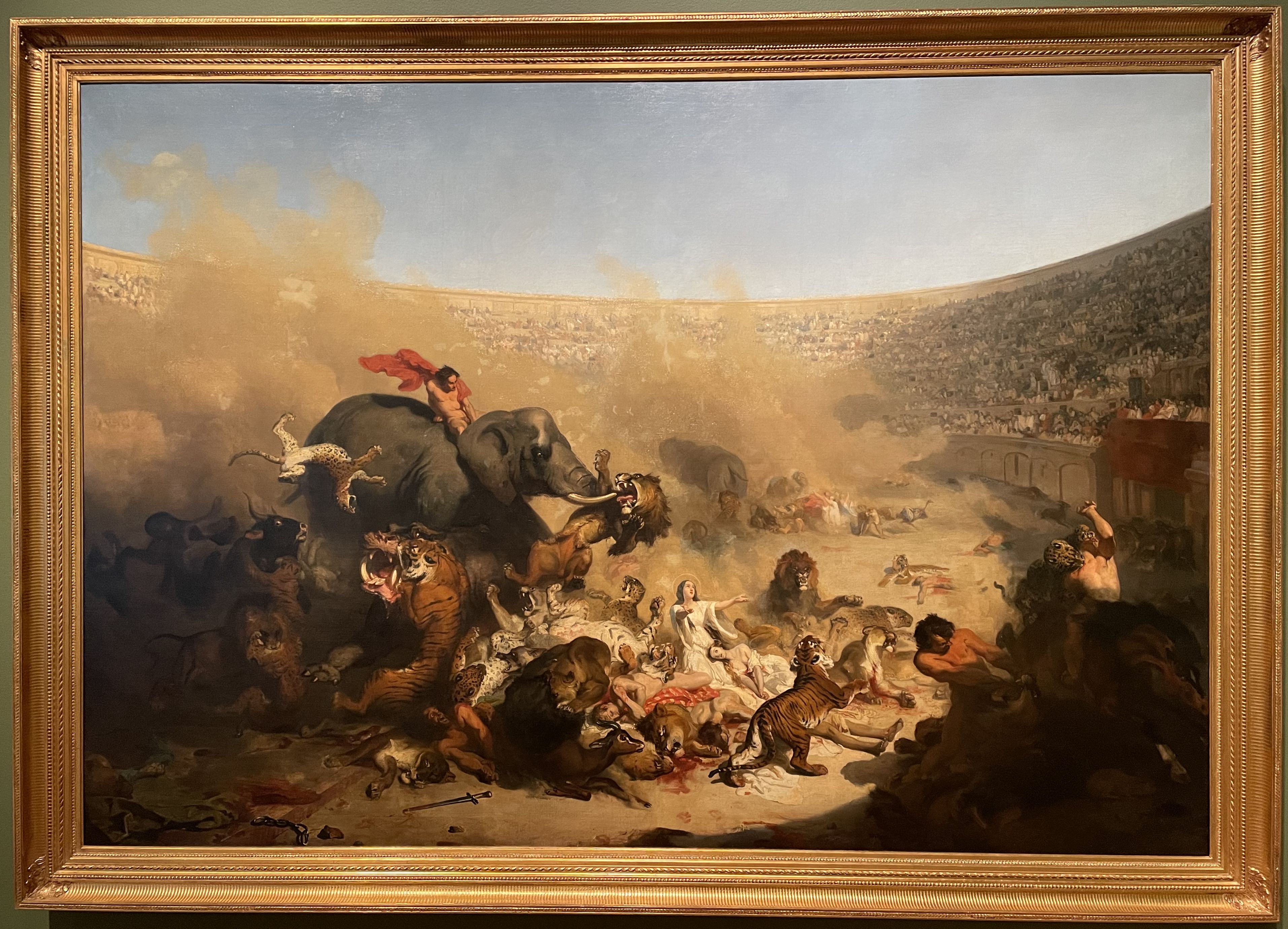
Les chrétiens livrés aux bêtes dans le Colisée de Rome sous l’empereur Domitien l’an 90 de Jésus-Christ, 1840

- Combats dans l'arène, 1840, localisation inconnue[réf. nécessaire].
- Le Martyre de saint Perpetua et de saint Felicitas, 1880, Greenville, Bob Jones University Museum & Gallery (en)[3].
- Les Inondés de la Loire, esquisse, Lille, palais des Beaux-Arts[6].
- Une scène dans le Maroc, huile, musée des Beaux-Arts de Marseille[7].
- L'Entrée du Christ dans Jérusalem, musée des Beaux-Arts d'Arras[8].